# Tonokilometr
Tonokilometr (tkm; ang.: ton·km=ton·kilometre) – stosowana w transporcie towarowym jednostka miary pracy przewozowej wykonanej przez środek transportu towarowego, określająca przewiezienie jednej tony towarów na
odległość jednego kilometra.